# Диаме, Фатима
Фатима Дзинзалетаите Диаме Диаме (исп. Fátima Dzinzaletaite Diame Diame; род. 22 сентября 1996, Валенсия, Испания) — испанская легкоатлетка, специализирующаяся на прыжке в длину и тройном прыжке. Призёр чемпионата мира в помещении, многократная чемпионка Испании, победительница Иберо-Американского чемпионата, участница Олимпийских игр 2020 и 2024 годов.

## Биография

### Ранние годы
Диаме родилась в испанской Валенсии в семье иммигрантов из Сенегала, она — старшая из пяти детей. Заниматься лёгкой атлетикой она начала в десятилетнем возрасте, тренировалась на стадионе, располагавшемся недалеко от её дома. Занималась в валенсийском спортивном клубе Valencia Terra i Ma (впоследствии Valencia Esports) сначала в группе тренера Маноло Арнаса, затем перешла к Рафаэлю Бланкеру, который работал с прыгуньями в длину международного уровня. Помимо прыжков в длину Диаме занималась бегом на короткие дистанции.
В 2012 году на чемпионате Испании среди юниоров Диаме взяла серебряные медали в прыжке в длину и стала чемпионкой в эстафете 4x100 метров, в том же году на чемпионате среди юниоров в помещении стала серебряным призёром в беге на 60 м с барьерами и бронзовым — в прыжке в длину.
В 2013 году Фатима установила национальный рекорд в прыжке в длину для юниоров как на открытом воздухе (6,38 м), так и в помещении (6,21 м). В том же году она выступила на взрослых чемпионатах Испании, на открытом воздухе стала четвёртой в прыжке в длину, в помещении взяла бронзовую медаль, а также стала чемпионкой в составе эстафетной команды 4x100 метров. В июле 2013 года Диаме впервые участвовала в международных соревнованиях — чемпионате мира среди юношей, проходившем в Донецке, но в прыжке в длину не прошла квалификацию в финал.

### Чемпионка Испании. Международный уровень
В 2014 году Диаме заявила о себе на чемпионате Испании по лёгкой атлетике в помещении, проходившем в Сабаделе, выиграв золотые медали в двух дисциплинах: беге на 60 метров (7,44 с) и прыжке в длину (6,29 м). Она стала первой в истории турнира юниоркой, взявшей сразу две золотые медали. Также в 2014 году Фатима выиграла соревнования по прыжкам в длину на чемпионате Испании среди юниоров и выступила на чемпионате мира в Юджине, но не сумела выйти в финал.
В июле 2015 года Диаме выступила на чемпионате Европы среди юниоров в Эскильстуне и выиграла бронзовую медаль в прыжке в длину (6,55 м).
Из-за обилия травм, в том числе серьёзной травмы спины, Диаме пропустила много соревнований в 2016 году и, хотя набрала квалификационный минимум для участия в летних Олимпийских играх 2016 года в Рио-де-Жанейро, не смогла принять участие в Играх в связи с очередной травмой.
В июне 2018 года Диаме выступила на Средиземноморских играх среди спортсменов до 23 лет в городе Езоло, где выиграла золотую медаль в тройном прыжке и серебро в прыжке в длину. В том же месяце она выиграла две бронзовых медали на основных Средиземноморских играх в Таррагоне, в прыжке в длину (с личным рекордом 6,68 м) и тройном прыжке.
В 2020 и 2021 годах, несмотря на стабильные победы в испанском чемпионате, Диаме получила несколько серьёзных травм, из-за которых задумывалась о завершении спортивной карьеры. Тем не менее в июне 2021 года она набрала хорошую форму и показала свой лучший результат в прыжке в длину — 6,82 м. Таким образом, она поднялась на третье место в рейтинге испанский прыгуний, уступая лишь Нюрке Монтальво (7,06 м) и Консепсьон Монтанер (6,92 м). Этот результат позволил Фатиме выступить на Олимпийских играх в Токио. Однако в августе на Играх Диаме выступила значительно хуже, прыгнув лишь на 6,32 м в квалификации и не попав в финал. Она стала 21-й среди 30 участниц квалификационных соревнований.
В сентябре 2021 года Диаме переехала в Гвадалахару, чтобы тренироваться у олимпийского чемпиона Ивана Педросо. В марте 2022 года на чемпионате мира в помещении, проходившем в Белграде, Фатима стала седьмой в прыжке в длину, установив личный рекорд в помещении (6,71 м). В июле на чемпионате мира на открытом воздухе в американском Юджине результат Диаме был значительно хуже (6,54 м), из-за чего она не сумела пройти квалификацию в финал. В августе Фатима, имевшая лучший среди испанок результат сезона по прыжку в длину (6,76 м), отказалась от участия в чемпионате Европы 2022 года из-за травмы. В мае 2022 года Диаме выиграла соревнования по прыжкам в длину на Иберо-Американском чемпионате, впервые в своей спортивной карьере получив золотую медаль международного турнира без возрастных ограничений.
В начале марта 2024 года завоевала бронзу в прыжках в длину на чемпионате мира в помещении в Глазго с результатом 6,78 м.

## Участие в соревнованиях

### Чемпионаты Испании
| - Чемпионат Испании по лёгкой атлетике - Прыжок в длину: 2019 - Эстафета 4x100 м: 2013, 2017 - Эстафета 4x100 м: 2016, 2018, 2019 - Прыжок в длину: 2017, 2018 - Тройной прыжок: 2017 - Прыжок в длину: 2015 | - Чемпионат Испании по лёгкой атлетике в помещении - Прыжок в длину: 2014, 2018, 2020, 2021, 2022, 2023, 2024 - Бег на 60 метров: 2014 - Прыжок в длину: 2013, 2015, 2019 |

### Международные соревнования
| Дата | Соревнование                    | Место проведения       | Дисциплина     | Результат          | Место   |
| ---- | ------------------------------- | ---------------------- | -------------- | ------------------ | ------- |
| 2013 | Чемпионат мира среди юношей     | Донецк, Украина        | длина          | 5,98 м (-0,1 м/с)  | 5       |
| 2014 | Чемпионат мира среди юниоров    | Юджин, США             | длина          | 6,00 м (+0,5 м/с)  | 9 (кв)  |
| 2015 | Чемпионат Европы среди юниоров  | Эскильстуна, Швеция    | длина          | 6,55 м (+4,0 м/с)  | 3       |
| 2017 | Чемпионат Европы среди молодёжи | Быдгощ, Польша         | длина          | 6,03 м (+1,0 м/с)  | 11 (кв) |
| 2017 | Чемпионат Европы среди молодёжи | Быдгощ, Польша         | тройной прыжок | 13,60 м (+1,0 м/с) | 5       |
| 2017 | Чемпионат мира                  | Лондон, Великобритания | тройной прыжок | 13,36 м (+0,5 м/с) | 12 (кв) |
| 2018 | Чемпионат Европы                | Берлин, Германия       | длина          | 6,24 м (+0,6 м/с)  | 22 (кв) |
| 2018 | Иберо-Американский чемпионат    | Трухильо, Перу         | длина          | 6,51 м (+3,8 м/с)  | 3       |
| 2019 | Чемпионат Европы в помещении    | Глазго, Великобритания | длина          | 6,46 м             | 9 (кв)  |
| 2019 | Командный чемпионат Европы      | Быдгощ, Польша         | длина          | 6,62 м (+2,9 м/с)  | 4       |
| 2021 | Чемпионат Европы в помещении    | Торунь, Польша         | длина          | 6,47 м             | 7       |
| 2021 | Летние Олимпийские игры         | Токио, Япония          | длина          | 6,32 м (-0,6 м/с)  | 21 (кв) |
| 2022 | Чемпионат мира в помещении      | Белград, Сербия        | длина          | 6,71 м             | 7       |
| 2022 | Иберо-Американский чемпионат    | Ла-Нусия, Испания      | длина          | 6,65 м (+1,9 м/с)  | 1       |
| 2022 | Чемпионат мира                  | Юджин, США             | длина          | 6,54 м (+1,5 м/с)  | 16 (кв) |